# НепрОсті
«НепрОсті» — роман українського письменника Тараса Прохаська, вперше вийшов 2002 року у видавництві «Лілея-НВ» (Івано-Франківськ). Роман присвячений «альтернативній» історії Карпат першої половини XX століття. Події розгортаються у часовому проміжку 1913—1951 рр.

## Перевидання роману
- 2006 рік — видавництво «Лілея-НВ» (2-ге видання)
- 2010 рік — у збірці вибраних творів Тараса Прохаська «БотакЄ».
- 2011 рік — видавництво «Лілея-НВ» (3-тє видання)
- 2015 рік — у видавництві «Лілея-НВ» у серії «Майстри української прози» з передмовою Оксани Забужко.
- 2018 рік — у видавництві Terra Incognita у серії «Українська езотерика» з ілюстраціями Юлії Табенської.

### Аудіокнига
2006 рік — аудіокнига у серії «Сучасна проза», читає Тамара Плашенко, звукорежисер Андрій Обод, художник-ілюстратор Сашко Шевцов.

### Переклади
- У 2005 році роман «НепрОсті» вийшов у польському перекладі под назвою «Niezwykli» у видавництві «Czarne». Переклад — Renata Rusznak.
- У 2007 році роман «НепрОсті» вийшов в англійському перекладі Вільяма Блекера. Prokhasko T. The UnSimple / T. Prohasko; translated by Uilleam Blacker// Ukrainian Literature. — 2007. — Vol. 2. — Р. 1-52.
- У 2009 році роман «НепрОсті» вийшов у російському перекладі[2] у видавництві Ad Marginem Press. Переклад — Е. Левчин, З. Баблоян.
- У 2018 році роман «НепрОсті» вийшов у російському перекладі у видавництві «Фоліо». Переклад — Олексій Бінкевич.

## Структура роману
Роман складається з 20 ненумерованих частин, що мають окремі заголовки, наприклад, «Шістдесят вісім випадкових перших речень», «Листи до і від Беди», «Ситуації в колориті» тощо. Кожен розділ складається з невеликих нумерованих частин завбільшки з один-два абзаци. У сюжеті, що рухається по колу, щораз виникають подібні персонажі. Лейтмотивно виникає образ жінки, що зветься Анна. Опис подій перемежовується з окремими сентенціями афористичного характеру.

## Головні персонажі
- Франциск
- Себастян
- Анна
- Анна (Стефанія)
- Ще інша Анна
- Старий Беда

## Цитати
- «…Нічого і так не мусиш запам'ятовувати, лапати насильно. Те, що має залишитися, приходить назустріч і проростає. Така собі ботанічна географія — вичерпність радості проростання» (с. 14).
- Життя настільки коротке, — казав Франциск, — що час не має ніякого значення. Так чи інакше воно відбувається повністю (с. 38).
- «У кожному періоді [життя] — новий сленґ; як нове буття; мови минають повільніше, ніж періоди. Вони накопичуються, займають дедалі більше території, витісняючи мову канонічну — нам вони більше означають. Скоро ми з А. доживемо до того, що зможемо розмовляти лише своїми фразами» (с. 104).
- Цікаві речі траплялися іноді, коли сходилися знайомі і їхні знайомі, говорили про знайомих і оповідали історії про знайомих знайомих, почуті від знайомих (с. 126).
- «Серед усіх доказів існування Бога цей може вважатися найкращим» (с. 138).

## Письменник про роман
- Тарас Прохасько про свій роман «НепрОсті» в інтерв'ю BBC[3]:

|  | Роман був написаний в 2002 році, тобто він уже давніший. Це така — тепер добре пасує слово — альтернативна міфологія Карпат. Ідеться про історію Карпат ХХ століття, чи його першої половини, але в тому сенсі, що Карпати одночасно були і дуже закритою територією, де зберігалося щось дуже архаїчне і автентичне, і разом з тим альтернатива полягає в тому, що Карпати протягом багатьох століть (про що ми рідко думаємо) були надзвичайно відкритою територією, це був магніт, де відбувалися контакти з іншими цивілізаціями, іншими культурами. І це є міф Карпат, відкритих для світу. Окрім того, йдеться про силу слова. Використовуючи образ карпатських мольфарів, тих же «непростих», «земних богів», як це називається у карпатській міфології, я собі подумав про те, наскільки оповідь є важливою для життя не тільки кожної людини — бо як собі розкажеш про своє життя, так воно і буде, — а й про те, наскільки розповіджені сюжети є чимось таким, як нафта, війна, секс, ті речі, про які говорять, що вони є провідними, які ведуть цивілізацію, чи еволюцію. |

## Відгуки
- Євген Баран:

|  | «НепрОсті» Тараса Прохаська розпочинають нову добу сучасної української прози. |

- Сергій Жадан:

|  | Україна вже зараз має письменника, якого хоч сьогодні можна висувати на Нобелевську премію в області літератури. І цей письменник — Тарас Прохасько. |

- Ярослав Довган:

|  | А хто не прочитає сей есей, тому чи тій буде непросто у житті, оскільки їх Непрості оминуть своїми явними сюжетами, ба навіть вимкнуть звук і світло. |

### Про назву роману
Наталя Хобзей, «Гуцульська міфологія»:
|  | НепрОстий — у гуцульських говірках на позначення поняття «людина, яка вирізняється з-посеред інших своїми знаннями та вміннями, унаслідок чого може заподіювати шкоду чи приносити користь людям» уживаються назви: непрОстий, земляний бог, розумний. Про походження непрОстих у словнику Зелена записано: Як жінка відбуває менструацію, тоді статеві зносини з нею не дозволені, бо з того родяться так звані непрОсті. |

## Опера
У 2016 році в рамках проєкту NOVA OPERA композитори Роман Григорів та Ілля Разумейко написали сон-оперу «НепрОсті». Черговий музичний експеримент, цього разу налічує більш як 10 інструментів та до 6 годин безперервної музики. За традицією фрази «перша у світі» цей твір можна назвати першою у світі всеношною оперою. Глядачі на м'яких лежачих місцях, від півночі до світанку слухають історію непрОстих, і можуть заснути та поринути в дрімоту, навіяну музикою.

## Видання
- Тарас Прохасько. НепрОсті. — Івано-Франківськ: видавництво Лілея-НВ, 2002. — 140 с. ISBN 9666680238
- Тарас Прохасько. БотакЄ. — Івано-Франківськ: видавництво Лілея-НВ, 2010. (перевидання роману разом з іншими старими й новими творами).
- Тарас Прохасько. НепрОсті. Аудіокнига в форматі MP3[4].
- Тарас Прохасько. НепрОсті. — Івано-Франківськ: видавництво Лілея-НВ, 2015. ISBN 978-966-668-367-3(перевидання в серії "Майстри української прози"(ISBN 978-966-668-272-0)